# 由布菜月
由布 菜月（ゆふ なつき、1998年1月20日 - ）は、日本の女性モデル、YouTuberである。  福岡県出身。夫は、プロサッカー選手および日本代表の上田綺世。オランダ在住。Beaile所属。

## 略歴
小学6年生の時に事務所からスカウトされる。 大学1年生の時にオーディション“ミスiD2017”を受け、イガリシノブ賞を受賞。

## 人物
- 大学は西南学院大学に進学した。大学2年生の時、上京するため休学している[2]。
- 趣味は、犬と戯れる、トレーニング、音楽鑑賞[3]。
- 特技は、料理、ピアノ[3]。
- 「ダイエット検定1級」「アスリートフードマイスター」を取得している。
- 2022年2月9日、自身のSNSで、鹿島アントラーズ所属(発表当時)の日本代表の上田綺世と結婚したことを発表[4]。
- 夫の海外クラブ移籍に伴い、ベルギー 、 オランダへの在住歴がある。

## 受賞歴
- イガリシノブ賞（2017年）